# Ylvis
Ylvis est un duo humoristique norvégien fondé en 2000 et composé des frères Bård Urheim Ylvisåker (21 mars 1982) et Vegard Urheim Ylvisåker (19 mai 1979). Ils sont nés dans le Vestlandet, l'ouest de la Norvège. Ils ont réalisé plusieurs spectacles, émissions de télévision, de radio et clips musicaux humoristiques. Ils animent depuis 2011 le populaire talk show norvégien I kveld med Ylvis (Ce soir avec Ylvis). 
Ils sont principalement connus pour leur vidéo musicale humoristique The Fox publiée le 3 septembre 2013 sur YouTube, ayant obtenu plus de 450 millions de visionnements en un peu plus de trois mois. Le succès de cette vidéo fut souvent comparé à celui de Gangnam Style de Psy,,.

## Jeunesse et débuts
Vegard Urheim Ylvisåker, né le 19 mai 1979 à Trondheim, et Bård Urheim Ylvisåker, né le 21 mars 1982 à Bergen, sont les deux plus grands frères d'une famille de trois enfants dont les parents sont issus du Comté de Sogn, à l'ouest de la Norvège. Dès leur plus jeune âge, Vegard et Bård ont vécu en Angola et au Mozambique, où leur père était ingénieur durant les guerres civiles. Après quelques années passées en Afrique, la famille retourne cependant à Bergen. Les deux frères reçoivent alors une éducation musicale et apprennent à jouer des instruments de musique classique. Vegard joue de l'alto et Bård du violon. Cependant, tous deux s'en détachent durant leur jeunesse. Vegard préfère se concentrer au jeu à la guitare, le piano, le chant, la contrebasse ainsi que la comédie, tandis que Bård choisit la guitare, le chant, la comédie et la discipline acrobatique comme le tissu aérien.
Durant leurs études au Fana Gymnas (gymnasium), ils ont grandement participé à l'école, aussi bien aux spectacles de variété qu'à la chorale. L'impresario Peter Brandt les remarque au cours d'une de leurs prestations. Il organise en 2000 leurs débuts comme artistes professionnels de variété au Ole Bull Teater, à Bergen. Leur premier show s'appelle Ylvis en kabaret (« Ylvis : un cabaret »). Il est suivi en 2003 de Ylvis en konsert (« Ylvis : un concert »).

## 2006 à 2009
En 2006, les frères sont engagés par la compagnie de production norvégienne Stageway. C'est aussi le moment où ils participent comme invités dans une émission nationale avec le show radiophonique O-fag sur la radio NRK.

## Chansons
- 2000 : Rumour Says
- 2004 : Kjempeform
- 2011 : Stonehenge
- 2011 : La det på is
- 2011 : Sammen finner vi frem
- 2011 : Work it
- 2012 : Jeg heter Finn
- 2012 : Someone Like Me
- 2012 : Janym (Жаным)
- 2012 : Jan Egeland
- 2012 : Pressure
- 2012 : Da vet du at det er Jul
- 2013 : The Fox
- 2013 : The Cabin
- 2013 : Massachusetts
- 2014 : Trucker's Hitch
- 2014 : Mr. Toot
- 2014 : I will never be a star
- 2014 : Yoghurt
- 2014 : Ytterst på tissen
- 2014 : Shabby Chic
- 2014 : Intolerant
- 2016 : A Capella
- 2016 : Old Friends
- 2016 : Engine For Gabriel
- 2016 : Language of Love
- 2020 : Everybody Farts

## Émissions de télévision
- 2007–2008 : Norges herligste
- 2008 : Ylvis møter veggen
- 2009 : Hvem kan slå Ylvis
- 2010 : Nordens herligste
- 2011 : I kveld med Ylvis saison 1
- 2012 : I Kveld med Ylvis saison 2
- 2013 : I kveld med Ylvis saison 3
- 2014 : I kveld med Ylvis Live saison 4
- 2015 : I kveld med Ylvis Live saison 5
- 2018 : Stories from Norway, documentaires parodiques (7 épisodes)

## Spectacles humoristiques
- 2000 : Ylvis – en kabaret
- 2007-2009 : Ylvis III (plus de 200 représentations)
- 2011-2013 : Ylvis 4

## Spectacles musicaux
- 2001 : Ylvis Goes Philharmonic
- 2002 : Ylvis Goes Philharmonic II
- 2003-2005 : Ylvis – en konsert
- 2014–2015 : The Expensive Jacket Tour (23 dates en Norvège et en Suède)
- 2017 : The Expensive Jacket Tour (une représentation au « Pohoda festival » en Slovaquie)

## Récompenses
| Année | Cérémonie                  | Catégorie                               | Projet                                            | Récipiendaire(s)                       | Résultat   |
| ----- | -------------------------- | --------------------------------------- | ------------------------------------------------- | -------------------------------------- | ---------- |
| 2001  | Komiprisen                 | Best Ensemble                           |                                                   | Ylvis                                  | Nomination |
| 2007  | Komiprisen                 | The Year's Funniest (Audience Award)    | Ylvis III                                         | Ylvis                                  | Nomination |
| 2008  | Gullruten                  | People's prize                          |                                                   | Bård et Vegard Ylvisåker               | Nomination |
| 2011  | Komiprisen                 | The Year's Numbers                      | Ylvis 4                                           | Ylvis                                  | Nomination |
| 2011  | Komiprisen                 | The Year's Funniest (Audience Award)    | Ylvis 4                                           | Ylvis                                  | Nomination |
| 2012  | Gullruten                  | TV Name Of The Year                     |                                                   | Bård et Vegard Ylvisåker               | Nomination |
| 2012  | Gullruten                  | Best Entertainment                      | I Kveld Med Ylvis                                 | Ylvis                                  | Nomination |
| 2012  | Gullruten                  | Best New Programme                      | I Kveld Med Ylvis                                 | Ylvis                                  | Nomination |
| 2012  | Gullruten                  | Best Male Presenter                     |                                                   | Bård Ylvisåker                         | Nomination |
| 2012  | Komiprisen                 | Best Performance - TV/Film              | I Kveld Med Ylvis                                 | Ylvis                                  | Lauréat    |
| 2012  | Komiprisen                 | The Year's Funniest                     | I Kveld Med Ylvis                                 | Ylvis                                  | Nomination |
| 2013  | Komiprisen                 | Best male artist, TV/Film/Net           |                                                   | Bård Ylvisåker                         | Nomination |
| 2013  | Mnet Asian Music Awards    | International Favorite Artist           |                                                   | Ylvis                                  | Lauréat    |
| 2014  | World Music Awards         | World's Best Song                       | The Fox (What Does the Fox Say?)                  | Ylvis                                  | Nomination |
| 2014  | World Music Awards         | World's Best Video                      | The Fox (What Does the Fox Say?)                  | Ylvis                                  | Nomination |
| 2014  | World Music Awards         | World's Best Group                      |                                                   | Ylvis                                  | Nomination |
| 2014  | Spellemannprisen           | Hit Of The Year                         | The Fox (What Does the Fox Say?)                  | Ylvis                                  | Lauréat    |
| 2014  | Gullruten                  | TV Moment Of The Year                   | The Fox (What Does the Fox Say?)                  | Ylvis                                  | Lauréat    |
| 2014  | Gullruten                  | Best Event                              | Live: Helkveld Med Ylvis                          | Ylvis                                  | Nomination |
| 2014  | Gullruten                  | Audience Award                          |                                                   | Ylvis                                  | Nomination |
| 2014  | Komiprisen                 | The Year's Male TV Comedian             |                                                   | Bård Ylvisåker                         | Nomination |
| 2014  | Radio Disney Music Awards  | Stuck In Our Heads – Catchiest New Song | The Fox (What Does the Fox Say?)                  | Ylvis                                  | Lauréat    |
| 2014  | MTV Millennial Awards      | Viral Video Of The Year                 | The Fox (What Does the Fox Say?)                  | Ylvis                                  | Lauréat    |
| 2015  | Berlin Video Music Awards, | Best Animation                          | Ytterst På Tissen                                 | Julian Nazario Vargas, Animaskin       | Nomination |
| 2015  | Gullruten,                 | Best Entertainment Program              | I kveld med Ylvis LIVE                            | Ylvis                                  | Nomination |
| 2015  | Gullruten,                 | Best Male TV Host                       | I kveld med Ylvis LIVE                            | Bård Ylvisåker                         | Nomination |
| 2015  | Gullruten,                 | Audience Award                          |                                                   | Vegard Ylvisåker, Bård Ylvisåker       | Nomination |
| 2015  | Gullruten,                 | TV Moment Of The Year                   | Ylvis and Charter-Svein - I kveld med Ylvis Live! | Ylvis and Charter-Svein                | Nomination |
| 2015  | Nordic Music Video Awards, | Post Production                         | Ytterst På Tissen                                 | Ylvis                                  | Nomination |
| 2015  | Nordic Music Video Awards, | Best Artist Performance                 | I Will Never Be A Star                            | Bjarte Ylvisåker and Ole Martin Hafsmo | Lauréat    |
| 2015  | Nordic Music Video Awards, | Music Video Of The Year                 | Intolerant                                        | Ylvis                                  | Nomination |
| 2015  | Nordic Music Video Awards, | GAFFA Audience Award                    | Intolerant                                        | Harald Zwart (director)                | Lauréat    |
| 2016  | Komiprisen                 | Humor Program Of The Year               | I Kveld Med Ylvis LIVE                            | Ylvis                                  | Lauréat    |
| 2016  | Komiprisen                 | Male TV Comedian Of The Year            | I Kveld Med Ylvis LIVE                            | Bård Ylvisåker, Vegard Ylvisåker       | Nomination |
| 2016  | Komiprisen                 | Humor Moment Of The Year                | I Kveld Med Ylvis LIVE                            | Ylvis                                  | Nomination |
| 2016  | Komiprisen                 | The Year's Funniest                     | I Kveld Med Ylvis LIVE                            | Ylvis                                  | Nomination |